# کریس کولمن
کریس کلمن (انگلیسی: Chris Coleman؛ زادهٔ ۱۰ ژوئن ۱۹۷۰) بازیکن سابق و مربی فوتبال اهل ولز است. 

از باشگاه‌هایی که در آن بازی کرده‌است می‌توان به باشگاه فوتبال بلکبرن راورز، باشگاه فوتبال سوانزی سیتی، باشگاه فوتبال کریستال پالاس، باشگاه فوتبال فولام و باشگاه فوتبال منچستر سیتی اشاره کرد.
کولمن سابقه مربی‌گری در تیم‌های فولام، رئال سوسیداد، کاونتری سیتی و تیم ملی فوتبال ولز را در کارنامه دارد.